# 普萊森特希爾 (阿肯色州內華達縣)
普萊森特希爾（英語：Pleasant Hill）是位於美國阿肯色州內華達縣的一個非建制地區。該地的面積和人口皆未知。

## 地理
普萊森特希爾的座標為33°51′54″N 93°25′41″W / 33.86500°N 93.42806°W，而該地的平均海拔高度為132米（即433英尺）。